# Estadio Conmemorativo Robert F. Kennedy
El Estadio Conmemorativo Robert F. Kennedy (en inglés: Robert F. Kennedy Memorial Stadium), comúnmente conocido como Estadio RFK y originalmente conocido como Estadio del Distrito de Columbia, fue un Estadio multiusos en Washington D. C. Se encontraba aproximadamente 2 millas (3 km) al este del U.S. edificio del Capitolio, cerca de la orilla oeste del río Anacostia y al lado del D. C. Arsenal. Inaugurado en 1961, fue propiedad del gobierno federal hasta 1986.
Fue el estadio de un equipo de la National Football League (NFL), dos equipos de la Grandes Ligas de Béisbol (MLB), cinco equipos profesionales de fútbol americano, dos equipos de fútbol americano universitario, uno de juego de bolos y otro de la USFL. Albergó cinco Juegos de Campeonato de la NFC, dos Juegos de Estrellas de la MLB, partidos de Copa Mundial masculino y femenino, nueve partidos de fútbol de primera ronda masculinos y femeninos de los Juegos Olímpicos de 1996, tres Copa MLS partidos, dos Juegos de estrellas de la MLS, y numerosos amistosos estadounidenses y partidos de clasificación para la Copa del Mundo. Fue sede de fútbol americano universitario, fútbol universitario, exhibiciones de béisbol, combates de boxeo, una carrera de ciclismo, una carrera de autos American Le Mans Series, maratones y docenas de conciertos importantes. y otros eventos.
El RFK fue uno de los primeros estadios importantes diseñados para albergar tanto béisbol como fútbol. Aunque otros estadios ya cumplían este propósito, como el Cleveland Stadium (1931) y el Memorial Stadium de Baltimore (1950), RFK fue uno de los primeros en emplear lo que se conoció como el diseño circular "cortador de galletas".
Es propiedad y está operado por Events DC (la agencia sucesora de DC Armory Board), una organización casi pública afiliada al gobierno de la ciudad, bajo un contrato de arrendamiento que se extiende hasta 2038 del Servicio de Parques Nacionales, propietaria del terreno.
En septiembre de 2019, los funcionarios de Events DC anunciaron planes para demoler el estadio debido a los costos de mantenimiento. En septiembre de 2020, el costo se estimó en $20 millones. Se espera que la demolición comience en 2023 "lo antes posible."

## Historia
El estadio fue inaugurado en 1 de octubre de 1961 bajo del nombre de Estadio del Distrito de Columbia (District of Columbia Stadium). Fue uno de los primeros grandes estadios multiuso de Estados Unidos, diseñado para ser apto para partidos de béisbol y fútbol americano. Las tribunas son perfectamente circulares, lo cual se replicó en estadios similares tales como el Shea Stadium (Nueva York), el Astrodome (Houston) y el Atlanta-Fulton County Stadium (Atlanta).
A partir de 1968 el estadio se denomina Robert F. Kennedy Memorial, en homenaje al exfiscal de la Nación y Senador en aquel entonces recientemente fallecido, conocido por su afición al deporte.

## Equipos locales
Otros equipos utilizaron anteriormente el recinto para ejercer como local:
- Washington Redskins (NFL; 1961−1996)
- Washington Senators (MLB; 1962−1971)
- Washington Whips (USA / NASL; 1968)
- Washington Darts (NASL; 1971)
- Washington Diplomats (NASL; 1974−1981, 1991)
- Washington Federals (USFL; 1983−1984)
- Washington Freedom (WUSA; 2001−2003, 2009−2011)
- Washington Nationals (MLB; 2005−2007)

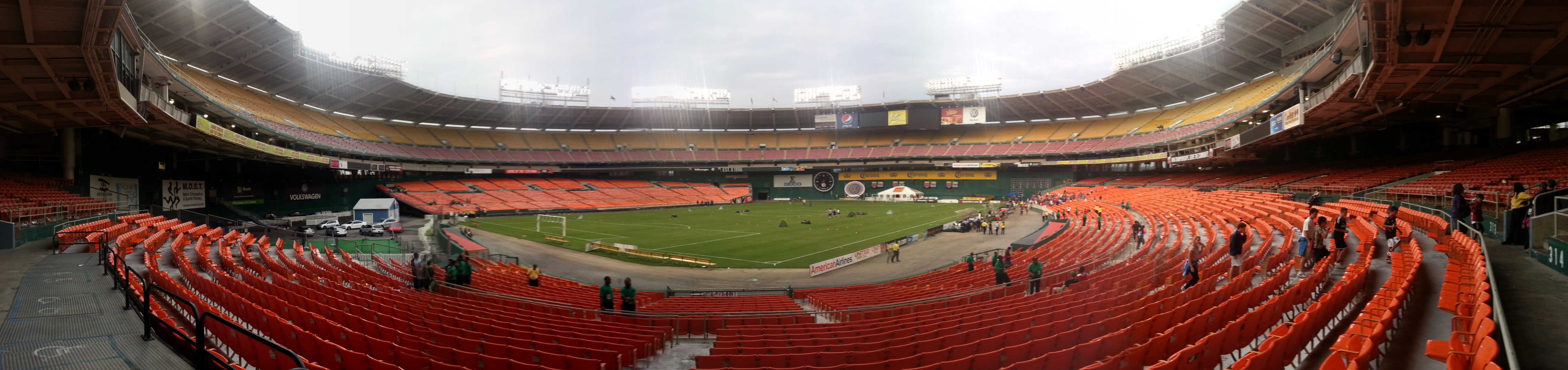
Panorámica del estadio.

- D.C. United (MLS; 1996−2017)

## Resultados en eventos de importancia

### Copa Mundial de Fútbol de 1994
| Fecha               | Equipo       | Resultado | Equipo         | Ronda            | Asistencia |
| ------------------- | ------------ | --------- | -------------- | ---------------- | ---------- |
| 19 de junio de 1994 | México       | 0–1       | Noruega        | Grupo E          | 52 395     |
| 20 de junio de 1994 | Países Bajos | 2–1       | Arabia Saudita | Grupo F          | 50 535     |
| 28 de junio de 1994 | México       | 1–1       | Italia         | Grupo E          | 52 535     |
| 29 de junio de 1994 | Bélgica      | 0–1       | Arabia Saudita | Grupo F          | 52 959     |
| 2 de julio de 1994  | España       | 3–0       | Suiza          | Octavos de final | 53 121     |

## Partidos de fútbol
- Soccer Bowl de la North American Soccer League 1980
- U.S. Cup 1992, 1993, 1995, 1996 y 2000
- Supercopa de Italia 1993
- Copa Mundial de Fútbol de 1994
- Fútbol en los Juegos Olímpicos de 1996
- Copa MLS 1997, 2000 y 2007
- Juego de las Estrellas de la Major League Soccer 2002 y 2004
- Copa Mundial Femenina de Fútbol de 2003
- Copa Sudamericana 2005
- Copa de Oro de la Concacaf 2009
- Copa de Oro de la Concacaf 2011
- Copa Centroamericana 2014

## Otros eventos
El Juego de Estrellas de las Grandes Ligas de Béisbol se celebró en el RFK Memorial Stadium en 1962 y 1969.
Desde 2008 hasta 2012 se jugó allí el Military Bowl Bowl, un bowl de postemporada de fútbol americano universitario de la NCAA.
El Gran Premio de Washington fue una carrera de automovilismo de velocidad que la American Le Mans Series disputó en 2002 en un Circuito urbano de carreras armado en el estacionamiento y alrededores del estadio RFK. Debido a protestas de los vecinos, la carrera no se volvió a disputar.